# ロンドン大学高等法学研究所
高等法学研究所 (Institute of Advanced Legal Studies, IALS)は、ロンドン大学のロンドン大学高等研究院を構成する研究所のひとつである。1947年に設立され、ロンドン大学に付属する国立の学術研究機関として計画され、資金の供給を受けており、そのプログラム、施設および国立の法学研究図書館という役割を通して、大学の対する役割を果たしている。
IALSの目的及び範囲は一般的に次のこととされている: 「イギリスと英連邦王国のための法学研究の中心となること。」 創設の当初よりその最も重要な使命は、イギリスの法学分野の研究における国立の総合センターになることであった。
学術的な調査と研究のほか、IALSはセミナーや講演会を開催し、それらの多くは一般にも公開されている。
1976年以来、研究所の本拠地は、ブルームズベリーの中心部に位置する ラッセル・スクエア 17番地のチャールズ・クロア・ハウスにある。

## 歴史
IALSは、アトキン卿が1932年に出した勧奨にこたえるものとして1947年に設立された。その勧奨とは、イギリスは、「学術的な調査のための本部となり、一般的な意味としての法に関する知識の向上を促進させるための」機構を必要とするというものであった。1948年6月11日、同研究所は、大法官であるウィリアム・ジャウイット（初代ジャウイット伯）によって、ロンドン大学研究所の1つとして正式に開設された。初代所長は、ロンドン・スクール・オブ・エコノミクスのイギリス法で著名な教授であり、長年ロンドン大学の副学長であったデイヴィッド・ヒューズ・パリー教授だった。図書館長であるK・ハワード・ドレイクは同研究所の事務局長も務めた。

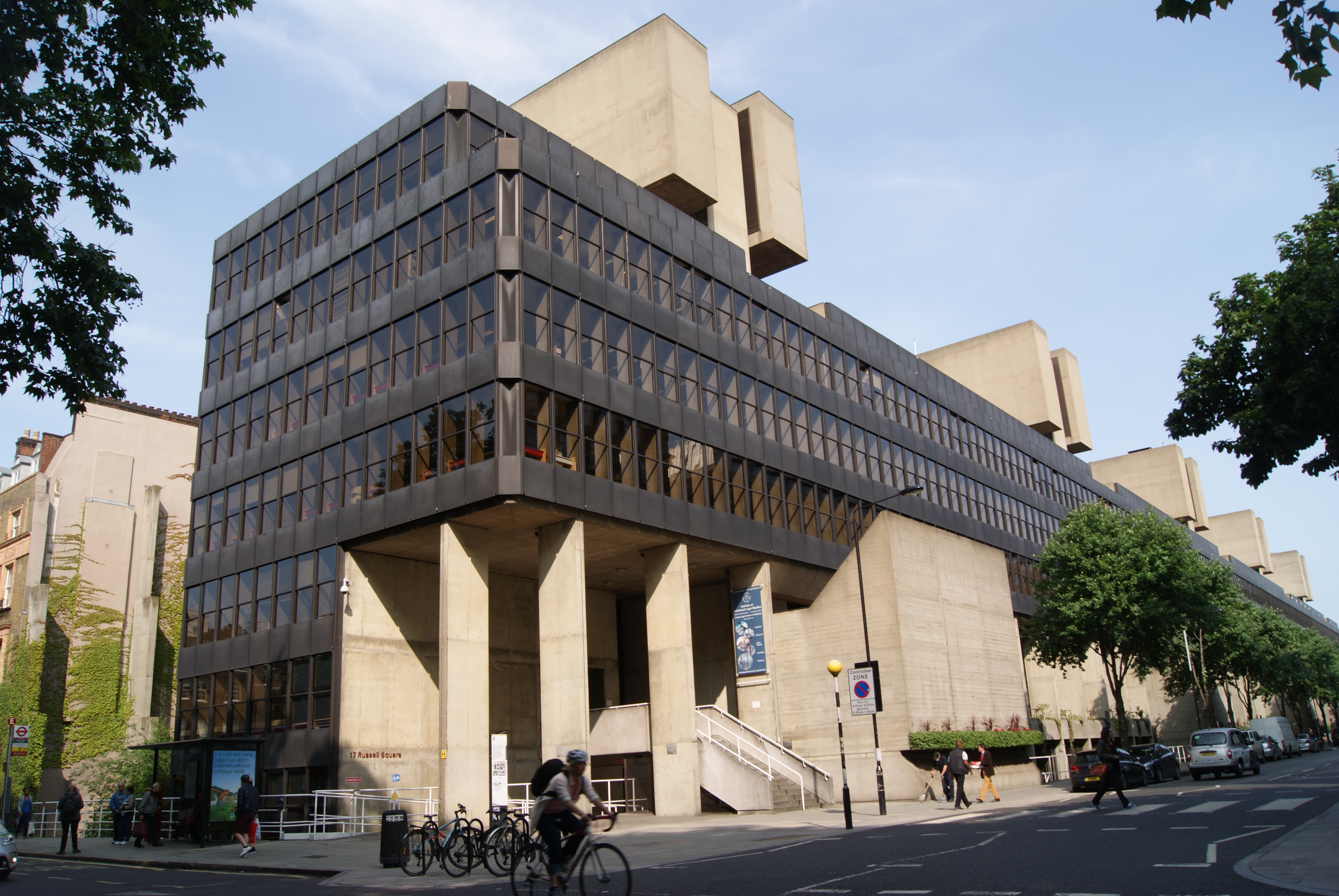
現在のIALSの所在地。チャールズ・クロア・ハウス、ラッセル・スクエア17番地、ロンドン

創設時、IALSはラッセル・スクウェア25番地に設置され、建物の全フロアを専有し、グランドフロアと1階は図書館として用意され、2階と3階には事務室あるいは研究室やセミナー室に改造された部屋を有していた。初年度は図書館に11,000冊の書籍が備えられたが、大部分はチャールズ・フーバーリッヒ博士によって寄贈されたものであった。内線電話システムが全室に配備されるとともに、フロア間で書籍を移動するために手動式の書籍エレベータを備えていた。
1949年までにはそのスペースを使い果たしたため、IALSはラッセル・スクウェア26番地の地階とグランド・フロアに拡張する許可を得た。そして、1976年にIALSは、ラッセル・スクウェア17番地に移動した。そこは新たに建造されたデニス・ラズダン卿により設計されたチャールズ・クロア・ハウスの一部である。1976年4月1日の正式オープンの際、ロンドン大学学長であったエリザベス皇太后は、長居しすぎたために、皇太后のために細かく予定されたその日のスケジュールは放棄せざるをえなくなったといわれている。
1994年に IALS はロンドン大学高等研究院を構成する研究所の1つとなった。
現在、研究所は5年間の建物改装の工程のプロセスにある。2012年9月には第一フェーズでは、グランドフロアにより大きなカフェを設置するとともに、グランドフロアの講義用施設を改善した。

## 図書館

### 蔵書
IALS 図書館には、300,000以上の法律テキスト、報告書と立法資料の蔵書を保有しており、3,000以上の最新の逐次刊行物がこれに追加される。この蔵書は「研究所の王冠の宝石」と表現されており、IALSはイギリスで発行された法律テキストの納本図書館でもある。図書館は、チャールズ・クロア・ハウスの5フロアを使用しており、4階に図書館入り口がある。 IALS図書館のカタログは、関連組織である ロンドン大学高等研究院とロンドン大学本部図書館とシェアするカタログの一部を構成している。カタログは、ロンドン大学本部図書館によって管理されており、オンラインで自由に利用できる。
IALS図書館の蔵書はすべて法学研究関係の文献である。世界の主要な比較法をテーマとする研究図書館のひとつであり、イギリス以外では入手できない重要な文献を備えている。蔵書が対象としている法域としては、北アメリカ、ラテンアメリカ、ヨーロッパ（欧州連合を含む）とコモンウェルスを含む諸国である。IALS図書館は国際公法において特に充実した蔵書を保有している。 米国連邦の一次・二次資料およびカリフォルニア州、ニューヨーク州、ペンシルベニア州、テキサス州とルイジアナ州に焦点を当てた州の一次資料に関する大規模なコレクションを保有している。

### プロジェクト
1990年代後期から、IALSは、ウェブサイトを経由して検索できる多数のデータベースを提供する共同あるいは独立したデジタルプロジェクトに参加している。これらには、FLAG (Foreign Law Guides)、FIT (Flare Index to Treaties)や、当初はJISC が資金提供したIntutelを基礎として設立されたEagle-I：法プロジェクト（以前のSOSIG Law）が含まれている。

### 共同事業
IALSの図書館は、法学研究を対象とした振興プログラムやプロジェクトに関して、他の図書館や団体と提携している。同図書館は、ウェブ・ベースの構想に関して、多くの場合に、その主要な開発者として印刷資料とデジタル資料を収集する。大英図書館及びBAIILIIと現在勧めている共同作業では、法学研究におけるウェブ活用の向上を推進している。IALSはBAIILIIを運営し、イギリスとアイルランドの一次的な法律資料の全文に無料アクセスを提供するその役割をサポートしている。大英図書館との協定は、両図書館が現在保有している外国の法律文献を関連付けて、外国の官報に関する１つの国内コレクションを形作るための情報を照合する上で、協力している。最近、IALS図書館はLLCM-Digitalの創設時のメンバーとなった。LLCM-Digitalは、米国に基礎を置く図書館のコンソーシアムであり、検索可能なオンラインデータベースを通した普及のために法律資料を保存することを専門的に行っている。

## 調査研究
IALSは、国立の法学研究センターとしての役割と関連して、学術スタッフと学生によって、研究が積極的に勧められている。IALSの研究センターは、外部資金による事業や研究を通して、法学分野の研究に貢献しており、目立つものとしては、サー・ウィリアム・ダール・センターとWoolf Chair of Legal Educationがある。 IALSにより実施された特に影響力のある研究分野としては、HIV及びエイズに関する人権、国際財政規則、国際及びヨーロッパにおける学際的な租税に関する法と慣行の分野がある。
ロンドン大学高等研究院と提携して、IALSは法学研究の多数のフェローを国内外の法学者及び法曹実務家に提供している。フェローは、滞在期間中、専門分野における講義を行うことを推奨されている。

## 大学院プログラム
2004年から、IALSは PhDとMPhil学位以外の大学院学位（LLM あるいは MA）を提供するようになった。現在、IALSは3つの学位プログラムを提供している：LLM（Advanced Legislative Studies）、LLM（International Corporate Governance, Financial Regulation and Economic Law）、MA（Taxation）である。租税プログラムでは、学生に対して租税法のPostgraduate Diploma (PGDip)またはPostgraduate Certificate (PGCert)で学ぶためのプログラムも提供している。
IALSには40名以上のPhD又はMPhilの学生が学んでおり、これに加えて、LLM及びMAの課程に在籍する大学院生もいる。夏学期には短期コースが利用できる。これらには、サー・ウィリアム・ダール・センターによる法案起草コースと、国際商事仲裁サーティフィケート・コースが含まれる。

## 講義・講演
IALSには、1つの主要な講堂のほか、多数の小規模な講義室とゼミ室がある。 毎年、IALSは、学者と法曹実務家のためのワークショップや講義を実施している。IALSが主催する毎年行われる2つの会議として、W・G・ハートワークショップとハムリン講義シリーズがある。